# Lògica acoblada a emissor

Diagrama de circuit bàsic de la porta Motorola ECL 10.000 de 1972. Cal observar com els emissors Q5 i Q6 es van acoblar a la sortida.

En electrònica, la lògica acoblada a emissor (amb acrònim anglès ECL) és una família lògica de transistors bipolars de circuit integrat d'alta velocitat. ECL utilitza un amplificador diferencial de transistor d'unió bipolar (BJT) sobrealimentat amb entrada d'un sol extrem i corrent d'emissor limitat per evitar la regió de funcionament saturada (totalment activada) i el seu comportament d'apagat lent. Com que el corrent es dirigeix entre dues potes d'un parell acoblat a emissor, ECL de vegades s'anomena lògica de direcció de corrent (CSL), lògica de mode actual (CML) o lògica de seguidor d'emissor de commutació de corrent (CSEF).

Nivells de tensió de la lògica ECL

A l'ECL, els transistors mai estan en saturació, les tensions d'entrada/sortida tenen un petit oscil·lació (0,8 V), la impedància d'entrada és alta i la impedància de sortida és baixa. Com a resultat, els transistors canvien d'estat ràpidament, els retards de porta són baixos i el fan-out (la capacitat de sortida) és alta. A més, el consum de corrent essencialment constant dels amplificadors diferencials minimitza els retards i els errors a causa de la inductància i la capacitat de la línia de subministrament, i les sortides complementàries redueixen el temps de propagació de tot el circuit reduint el recompte d'inversors.
El principal desavantatge d'ECL és que cada porta consumeix corrent contínuament, la qual cosa significa que requereix (i dissipa) significativament més potència que les d'altres famílies lògiques, especialment quan està en quiença.
L'equivalent de la lògica acoblada a emissor feta a partir de FET s'anomena lògica acoblada a font (SCFL).
Una variació de l'ECL en què tots els camins de senyal i les entrades de la porta són diferencials es coneix com a lògica de commutació de corrent diferencial (DCS).